# Lidija Bačić
Lidija Bačić (Split, 4. kolovoza 1985.) poznata i kao Lille, hrvatska je pjevačica, glumica i model. 
2005. je završila kao viceprvakinja druge sezone Hrvatskog idola. Višestruko je nagrađivana na festivalima kao "najbolji vokal" širom Hrvatske, ali i u susjedstvu. Kao izvođač pojavila se više puta na Dori-natjecanju hrvatske pjesme za Eurosong. Do sad je objavila pet studijskih albuma. Jedna je od najtraženijih i najatraktivnijih hrvatskih pjevačica. 

## Životopis

### Djetinjstvo i početak glazbene karijere
Rođena je 4. kolovoza 1985. godine u Splitu. Pjevanjem se počela baviti s 10 godina, a prvi javni nastup imala je na Dječjem Festivalu 1997. godine gdje je osvojila prve nagrade žirija i publike pjesmom Miše Limića "Zaljubljeni dječak".

### "Perle"
Ubrzo se učlanjuje se u vokalno-plesnu skupinu "Perle" gdje je punih 7 godina bila glavni vokal. Godine 2001. nastupa s "Perlama" na "Dori" s pjesmom "Pokraj bistra izvora", a iste godine i na najznačajnijem hrvatskom festivalu tog vremena "Melodije hrvatskog Jadrana" s pjesmom "Na kamenu". 
Godine 2002. slijedi novi nastup na "Dori" s pjesmom "Nemirna rijeka" a vrhunac svega je nagrada "Grand Prix" na "Splitskom festivalu" s pjesmom "Riči". Osim u "Perlama" sudjelovala je u radu VIS-a "Rafael" također kao glavni vokal. S "Rafaelom" nastupa na brojnim festivalima, a među inima i na "Uskrs festu" 2003. godine, kada odnose pobjedu s pjesmom "Znak pobjede", a godinu potom osvajaju drugo mjesto na istom festivalu s pjesmom "Stvoreni za nebo".

### 2008. – 2010.: Početak profesionalne solo karijere i prvi album
Početkom 2008. godine sklopila je suradnju s hrvatskim skladateljom Markom Tomasovićem, s kojim je realizirala svoj prvi singl "Dan iza vječnosti", englesku inačicu "All I'll Ever Need" i "Kišu". Pjesma "All I'll Ever Need" napravljena je u suradnji s Linom Eriksson iz švedske podružnice EMI-ja i postigla je veliki uspjeh na radijskim postajama diljemm Europe u ožujku 2008. godine. "Kišu" predstavlja na Zagrebfestu '08 održanom u poznatoj koncertnoj dvorani Vatroslav Lisinski i kao debitantica osvaja Grand-prix žirija i publike, a Tomasović je ujedno osvojio nagradu za najbolju skladbu.
Osim tri nagrade na Zagrebfestu, 2009. godine osvaja još neke nagrade: Melodije Mostara – nagrada za najuspješniju debitanticu; Melodije Istre i Kvarnera – nagrada za najbolju interpretaciju i za najbolju debitanticu za pjesmu "Ne moren kontra sebe"; Sunčane Skale – 2. mjesto i srebrna plaketa. Na Zagrebfestu '09 osvaja još dvije nagrade (nagrada za najbolju interpretaciju i 3. nagrada žirija za najbolju skladbu za pjesmu "Pogled"), a na MEF-u također dvije nagrade (1. nagrada žirija i nagrada za najbolju interpretaciju za pjesmu "Zarobljeno vrijeme"). Ukupno je osvojila 11 nagrada na 6 festivala u vremenskom razdoblju od godinu dana, što predstavlja nezapamćeni uspjeh.
Početak godine donosi objavljuje Lidijinog prvog samostalnog albuma pod nazivom "Majčina ljubav". Pjesme s albuma predstavila je na nadolazećim festivalima gdje su bile i nagrađene. Lidija uz objavljivanje svog albuma osvaja i ostale nagrade na poznatom festivalu duhovne glazbe "Uskrsfest 2010.", gdje osvaja 1. nagradu po izboru samih izvođača festivala i 2. nagradu stručnog žirija za pjesmu "Dijete Božje" koju je izvela zajedno s klapom "Grobnik" čime se nastavlja uspješna suradnja s ovim glazbenim sastavom. Nekoliko tjedana nakon Uskrsfesta nastupa drugi put na festivalu "Melodije Mostara" i ovaj put osvaja 3. nagradu žirija za pjesmu "Majčina ljubav". Početkom lipnja nastupa na Mediafestu s pjesmom "Nisan sritna ja uz njega" i osvaja nagradu za najboljeg debitanta. Nakon Mediafesta po drugi put nastupa na MIK-u, ovaj put s veselom pjesmom "Ne govori da san ti jedina", a vrhunac godine je prvi samostalni nastup na Splitskom festivalu s pjesmom "Dvi lipe riči", s kojom ulazi u finale i osvaja 5. mjesto po broju glasova publike. Pjesma "Dvi lipe riči" odlično je prihvaćena u cijeloj Dalmaciji, a to je konačni plasman na festivalu i potvrdio.
Tjedan nakon Splitskog festivala donio je nove izazove, odnosno drugi nastup na međunarodnom festivalu u Herceg Novom – Sunčane skale, ovaj put u najjačoj konkurenciji, u izboru za "Pjesmu ljeta". Po glasovima žirija Lidija je s pjesmom "Zarobljeno vrijeme" osvojila sjajno 5. mjesto, ispred svih ostalih samostalnih hrvatskih izvođača. Sredinom kolovoza nastupa prvi put na Melodijama hrvatskog juga u Opuzenu i osvaja Grand prix festivala, nastupivši s pjesmom "Nisan sritna ja uz njega", a nakon toga odnosi i pobjedu na obnovljenom Zadarfestu s pjesmom "Ako te ikad izgubim". Sjajna 2010. godina okrunjena je nastupom na splitskoj rivi u sklopu dočeka Nove godine, gdje je nastupila zajedno s Oliverom Dragojevićem i Marijanom Banom.

### 2011. – 2015.: Daj da noćas poludimo i Viski
Uslijedila je suradnja s Tomislavom Bralićem s kojim Lidija snima pjesmu znakovitog imena "Pisma nas je vezala". Povratak festivalima dogodio se na Melodijama Istre i Kvarnera, gdje Lidija s pjesmom "Neka se vino toči" osvaja nagradu za najdopadljiviju pjesmu po izboru radio slušatelja, te ukupno 4. mjesto po glasovima festivalske publike, što je najbolji dosadašnji plasman. Kruna svega bio je ponovni nastup na Splitskom festivalu, gdje s pjesmom "Gospe od žalosti" osvaja u žestokoj konkurenciji nagradu za najbolju interpretaciju. Paralelno s nastupima na festivalima, 2011. izdala je i svoj drugi samostalni album "Daj da noćas poludimo", na kojem je ponovno surađivala s Markom Tomasovićem.
Godine 2012. objavljuje duet s Mladenom Grdovićem pod imenom "Dalmatinac i Dalmatinka" koji je objavljen na njegovom albumu "Za tebe živim ja". Tekst pjesme potpisuje Željko Pavičić, a glazbu Marko Tomasović. Iste godine Lidija objavljuje pjesmu "Crnokosi" s kojom se predstavila na Splitskom festivalu te godine. Tekst pjesme također potpisuje Željko Pavičić, a glazbu također Marko Tomasović. Krajem godine objavljuje pjesmu "Naivna sam, ali nisam luda" u aranžmanu Branimira Mihaljevića za koju tekst i glazbu potpisuje Dušan Bačić. 
Lidija 2013. objavljuje pjesmu "Vozačka dozvola" u aranžmanu Igora Ivanovića i Marija Lukete s koju je predstavila na Splitskom festivalu te godine. Tekst i glazbu pjesme potpisuje Robert Pilepić. Pjesma ubrzo postaje hit. Iste godine objavljuje svoju najpregledniju pjesmu "Viski". Lidija iste godine kreće na svoju zimsku turneju. Kad je bila u Sloveniji 2014. godine je počela suradnju s poznatim štajerskim sastavom "M&M – Matevž i Miha" s kojima je otpjevala pjesmu "Još te ćekam". Iste godine objavljuje pjesme "Nasmij se sestro", "Krivi čovjek" i "Adio". Godine 2015. objavljuje spotove za pjesme "Odlično se snalazim" i "100% možda" koju predstavlja na CMC Festivalu te godine. Nakon toga nastupile su još dvije hit pjesme "Sat otkucava" i "Prokleto dobro ljubiš" koje je objavila na isti dan. Lidija zatim objavljuje i svoj treći samostalni album "Viski" pod istim nazivom kao i pjesma. Taj album ju je probio na vrhunac karijere i njezine pjesme koje su godinama ostajale su hitovi.

### 2016. – trenutačno
Lidija 2016. godine objavljuje pjesme "Nezamjenjiva" i "Kompas" koje u kratkom roku postaju hitovi. Lidija u prosincu iste godine objavljuje svoju prvu božićnu pjesmu "Prvi Božić bez tebe". Godine 2017. Lidija objavljuje pjesmu "Solo" koju je otpjevala u duetu s pjevačem Lukom Basijem. Pjesma je plasirana na vrh regionalnih top ljestvica i u kratkom roku zauzela estradski eter. Iste godine objavljuje i pjesme "Šok", "Ko da živim unazad", "Jedna je noć",  i pjesmu koja je proglašena ljetnim hitom "Glupačo moja". Iste godine objavljuje svoj četvrti samostalni album "Tijelo kao pjesma" sa svim pjesmama koje je snimila u prethodne tri godine.
Početkom 2018. godine objavljuje pjesmu "3 minute" koju je premijerno predstavila na CMC festivalu. Također objavljuje i ljubavnu pjesmu "Neka ljubav nova" kao i duet s grupom Vigor pod nazivom "Vino rumeno". Pjesma je u kratkom roku postala veliki hit i bila je jedna od najemitiranijih i najslušanijih u 2018. godini. Lidija je 2019. godine ponovno nastupila na Dori s pjesmom "Tek je počelo". Nakon Dore najavila je vlastitu emisiju pod nazivom "Planet Lille'', također radi na svom petom studijskom albumu "Revolucija".

## Diskografija

### Majčina ljubav(2010.)
Lidija 1. ožujka 2010. godine objavljuje svoj prvi samostalni album nazvan Majčina ljubav. Na albumu se nalazi 12 pjesama, a glazbu u potpunosti potpisuje Marko Tomasović, dok su tekstovi djela Roberta Pilepića, Maria Šimunovića, Sandre Baschiere, Željka Pavičića, Maria Vukelića te Marka Tomasovića. Aranžman svih pjesama potpisuje Aleksandar Valenčić.
Pjesma “Ne moren kontra sebe” je jedina pjesma s MIK-a koja je ušla na nacionalnu top listu. Lidija je bila na nacionalnoj top listi s pjesmom “Majčina ljubav”.
Album je promovirala po cijeloj Hrvatskoj, obišla je Slavoniju i Baranju, a nakon toga i zadarski kraj, a sprema se i za nastup na Uskrsfestu 2010. gdje je nastupila uz pratnju klape Grobnik (11. travnja) te na Mostarfestu 2010. (29. travnja) gdje je nastupala s pjesmom “Majčina ljubav”.
Napomenimo još kako je Lidija sredinom veljače snimila i spot za pjesmu "Majčina ljubav". Spot je sniman u Vinkovcima i Osijeku, potpisuje ga ekipa Studija 69'.

### Daj da noćas poludimo(2011.)
Godine 2011. Lidija objavljuje svoj drugi samostalni album pod nazivom Daj da noćas poludimo. Neki od tekstopisaca su Željko Pavičić, Robert Pilepić, Marko Tomasović itd.

### Viski(2015.)
Godine nakon albuma Daj da noćas poludimo Lidija 24. srpnja 2015. objavljuje svoj treći studijski album nazvan po njezinoj najpreglednijoj i najklikanijoj pjesmi – Viski. Na albumu se nalaze i ostali hitovi kojima je Lidija pridobila velik broj obožavatelja diljem zemalja u okružju – "Vozačka dozvola", "Adio", "Nasmij se sestro", "Naivna sam, ali nisam luda", duet "Dalmatinac i Dalmatinka" s Mladenom Grdovićem i "Kupila cura mala" s Miroslavom Škorom. Slušatelji će uživati i u sporijim baladama "Krivi čovjek" i "Ja ću samo tvoja bit" za koju je Lidija osvojila nagradu na šibenskom festivalu za najbolju izvedbu, u ovim pjesmama njezin snažan vokal najviše dolazi do izražaja. Kroz zadnjih par godina Lidija Bačić zadobila je veliku pozornost, svaka pjesmu koju predstavi publici vrlo brzo postane hit, a prostori u kojima nastupa redovito su popunjeni. 

### Tijelo kao pjesma(2017.)
Lidija je svoj četvrti studijski album pod nazivom Tijelo kao pjesma objavila 9. lipnja 2017. godine. Na njemu se nalaze Lidijini brojni hitovi koje je u zadnje tri godine objavljivala.
Pjesme s albuma su u sklopu s izdavačkom kućom Croatiom Records s kojim je Lidija počela surađivati 2014. godine kada je potpisala i ekskluzivni ugovor, a s pjesmom “Kaktus” obilježila je početak nove suradnje. Iako je pjesma vrlo brzo postala hit, nakon samo par mjeseci Lidija objavljuje novi singl “100% možda”. Razlog tome je malo drugačiji ritam, namijenjen prvenstveno klubovima čime je Lidija htjela iznenaditi svoju publiku, a spoj Borisa Đurđevića i Branimira Mihaljevića, koji su prvi put radili zajedno na jednoj pjesmi, pokazao se kao savršena kombinacija.
Da je inspiracija najjačim autorima Lidija je pokazala i narednih mjeseci kad objavljuje nove singlove Sat otkucava i Prokleto dobro ljubiš koje je objavila na isti dan. Za svaku pjesmu Lidija je snimila spotove kojima je golicala maštu muškog dijela publike, ali uvijek s granicom ukusa i uvijek u službi promidžbe pjesme. Na prošlogodišnjem CMC festivalu otpjevala je baladu “Od ljubavi pijana” koja je Lidiji jedna od najdražih u karijeri. Snažna pjesma nabijena emocijama, stvarni i proživljeni stihovi i Lidijin moćan vokal bili su pun pogodak, a pjesma jedna od najslušanijih pjesama s festivala. I naredni singlovi Nezamjenjiva i Kompas vrlo su brzo postali hitovi, a uz aktualne pjesme “Glupačo moja” koji će izvesti na 9. CMC festivalu u Vodicama te duet “Solo” s Lukom Basijem čine većinu pjesama na njezinom novom studijskom albumu Tijelo kao pjesma.

### Revolucija(2020.)
Lidija je nakon nastupa na Dori u intervjuu rekla kako sprema svoj peti studijski album koji će se zvati Revolucija. Veliki hit singlovi „Vino rumeno“, „Neka ljubav nova“, „Tek je počelo“, aktualni singl „Radi Radi Radi“ i jostale pjesme pjesme „Zalazimo ko sunce“,  „Tip top“ i „Trezori“. Na albumu se nalazi i obrada “Lijepe naše” koju je Lille objavila u vrijeme Svjetskog prvenstva u nogometu. Različitim stilom pjesama koje pokazuju sav Lidijin dijapazon, na kojem su radili posljednjih 7 mjeseci s autorskom ekipom Branimir Mihaljević, Denis Dumančić, Luka Kovačić, Raay, Boris Đurđević, Miki Solus, Suvy i ostali.

### Flashback(2022.)
Godine 2022. izdaje album Flashback s 8 pjesama. Album uključuje dva ženska dueta s Ivanom Banfić i Žanamari. Pjesma "Stop" koju je snimila sa pjevaćicom Žanamari je također predstavljena na CMC Festivalu 2021. godine. Sam album je i dalje u pop žanru sa određenom dozom elektronike koja dosad nije bila prisutna u dosadašnjoj diskografiji. Na albumu je radila sa stalnim suradnikom Farukom Buljubašićem Fayom dok produkciju potpisuje Siniša Reljić Simba.

## Nagrade
- 2008.: 1. nagrada žirija, Zagrebfest; pjesma "Kiša"
- 2008.: 1. nagrada publike, Zagrebfest; pjesma "Kiša"
- 2008.: najbolja skladba, Zagrebfest; pjesma "Kiša"
- 2009.: najbolji debitant, Mostar; pjesma "Kraj"
- 2009.: najbolja interpretacija, MIK; pjesma "Ne moren kontra sebe"
- 2009.: najbolji debitant, MIK; pjesma "Ne moren kontra sebe"
- 2009.: srebrna plaketa, Sunčane Skale; pjesma "Kiša"
- 2009.: najbolja interpretacija, Zagrebfest; pjesma "Pogled"
- 2009.: 3. nagrada žirija, Zagrebfest; pjesma "Pogled"
- 2009.: 1. nagrada žirija, MEF; pjesma "Zarobljeno vrijeme"
- 2009.: najbolja interpretacija, MEF; pjesma "Zarobljeno vrijeme"
- 2010.: 1. nagrada po izboru izvođača, Uskrsfest; pjesma "Dijete Božje"
- 2010.: 2. nagrada žirija, Uskrsfest; pjesma "Dijete Božje"
- 2010.: 3. nagrada žirija, Mostar pjesma "Majčina ljubav"
- 2010.: najbolji debitant, Mediafest; pjesma "Nisan sritna ja uz njega"
- 2010.: Grand Prix, Melodije hrvatskog juga; pjesma "Nisan sritna ja uz njega"
- 2010.: 1. nagrada žirija, Zadarfest; pjesma "Ako te ikad izgubim"
- 2011.: najdopadljivija pjesma po izboru radio slušatelja, MIK; pjesma "Neka se vino toči"
- 2011.: najbolja interpretacija, Splitski festival; pjesma "Gospe od žalosti"
- 2012.: najbolja interpretacija, Šibenski festival; pjesma "Ja ću samo tvoja bit"

## Filmografija

### Filmske uloge
- "Aleksi" kao Lidija (2018.)

### Televizijske uloge
- "Ko te šiša" kao Lille (2018.)
- "Na granici" kao Lille (2018.)